# Оток
Оток (хорв. Otok) — город на востоке Хорватии, входящий в состав Вуковарско-Сремской жупании. Без учёта входящей в состав города деревни Комлетинци, население Отока в 2021 году составляло 3571 человек.

## География
Оток находится в историческом регионе Срем, на равнине в междуречье Савы и Дравы.
В 22 километрах к северо-западу расположен город Винковци, на таком же расстоянии к юго-западу находится город Жупаня. В 15 километрах к востоку от города проходит граница с Сербией. Расстояние до столицы страны — Загреба — 250 километров. Автомобильные дороги ведут из города в близлежащие города, также через Оток проходит железная дорога Винковци — Гуня — Брчко.